# Gonystylus spectabilis
Espèce
Statut de conservation UICN

 VU A1c+2c : Vulnérable
Gonystylus spectabilis est une espèce de plantes de la famille des Thymelaeaceae.

## Publication originale
- Kew Bulletin 23(2): 269. 1969. (5 Aug 1969)